# Semaphorine
Semaphorine (griech. semaphor für Signal) sind eine Klasse von sezernierten oder Membran-assoziierten Proteinen, die im Zentralnervensystem durch repulsive oder attraktive Interaktion mit Neuropilin- und Plexin-Rezeptoren an der axonalen Wegfindung beteiligt sind.

## Funktion
Eine gezielte Steuerung der Muskulatur ist für jedes Tier existenziell. Um dies zu ermöglichen, müssen schon während der Bildung (Ontogenese) Muskelfasern und Motorneuronen exakt aufeinander abgestimmt wachsen und miteinander vernetzt werden. Die Ausschüttung von Semaphorin als Wegleitungsmolekül und die Sensorik der Semaphorin-Rezeptoren auf den Nervenfasern ermöglichen die Koordinationsleistung. Damit wird z. B. ermöglicht, dass nach örtlicher Reizung von Drucksensoren eines bestimmten Hautareales ein Impuls über dessen zugeordnete sensorische Nervenverbindung an das Rückenmark oder ZNS gesendet wird und dieser als Reaktion über lagespezifische Motorneuronen die Aktivierung ganz spezifischer Muskeln für eine koordinierte Bewegung in hoher Präzision auslöst.
Neben dem Induzieren der Aussprossung und des Wachstums von Nervenzellen (siehe Nervenwachstumsfaktor) ist es auch wichtig, das Wachstum zu begrenzen, um nicht über das Ziel hinauszuschießen. Diese Wachstumsbegrenzung wird ebenfalls von den Semaphorinen (gemeinsam mit wahrscheinlich noch anderen Molekülen) übernommen.

## Unterteilung
Semaphorine werden in acht Klassen unterteilt: 1 bis 7 und V. Klassen 1 und 2 kommen nur in Insekten und Würmern vor, 3 bis 7 in Wirbeltieren, und V in Viren. Humane Semaphorin-Gene sind:
- SEMA3A, SEMA3B, SEMA3C, SEMA3D, SEMA3E, SEMA3F, SEMA3G
- SEMA4A, SEMA4B, SEMA4C („SEMAF“), SEMA4D (Semaphorin-4D), SEMA4E, SEMA4F, SEMA4G
- SEMA5A, SEMA5B
- SEMA6A, SEMA6B, SEMA6C, SEMA6D,
- SEMA7A